# The Hands That Thieve
The Hands That Thieve est le cinquième album studio du groupe de ska punk Streetlight Manifesto. C'est leur premier album depuis le volume 1 de 99 Songs of Revolution de 2010, et leur premier album de compositions originales depuis Somewhere in the Between sorti en 2007. En plus de l'album du groupe, une version acoustique de l'album (intitulée The Hand That Thieves) était prévue par le chanteur du groupe Toh Kay, mais a été annulée.
Cet album avait été prévu pour l'été 2012 mais a été repoussé de nombreuses fois à cause des problèmes causés par la maison de disque et les réécritures, pour finalement paraître le 30 avril 2013,. L'album a reçu un très bon accueil critique.

## Parution
Le groupe termina l'album en mi-Janvier  et il fut annoncé le 15 février que cet album paraîtrait finalement le 30 avril,. Le groupe avait également prévu de produire un EP pour compenser les nombreux retards, que le groupe voulait être "Une exclusivité de RISC Store et le seul enregistrement live professionnel enregistré à cette date." Le premier avril, le groupe sortit le premier morceau de l'album intitulé "The Three of Us".  Le 19 avril, l'album avait fuité sur beaucoup de sites. Le 30 avril, l'album sortit comme prévu, mais à cause de conflit avec Victory Records, le groupe avait prévu de vendre l'album et les préventes sur son propre site. L'EP aurait été annulé pour cause de problèmes légaux. [citation nécessaire]
En mai 2014, les fans qui avaient précommandé l'album via RISC Store reçurent un "cadeau mystère" à la place de l'album actuel, car Victory Records n'avait donné aucun album produit au groupe. Les fans reçurent un digipack avec une photo d'un chat avec une robe orange sur le livret et sur la pochette, sans texte ou notations autres que la liste des morceaux sur le dos de la pochette. Le livret contenait les paroles des 10 chansons, des photos du groupe, et l'Aesop's Fable The Dog and the Wolf sur sa dernière page. Le digipack contenait un CD-R blanc avec une photo indescriptible d'un arbre inutile, avec une déclaration du group sur leur page facebook :
"Vous pouvez utiliser votre CD blanc pour stocker vos fichiers digitaux, comme un présentoir à bouteilles, ou pour graver vos chansons favorites. Peu importe quelles chansons vous voulez mettre dessus, vous pouvez les mettre. Vous pouvez mettre autant de morceaux dessus, tant qu'ils tiennent sur un CD-R standard. Vous pouvez graver 2 chansons, 30 chansons même 10 chansons, ça dépend de vous. Vous pouvez trouver la musique à graver sur internet, où parfois quelques fans de groupes que vous aimez partagent leurs chansons, donc vous pouvez les graver, tant que vous le faites légalement, peu importe. Bien, maintenant que vous avez gravé le CD (cela prend quelques minutes, mais c'est vraiment simple à faire) vous pouvez mettre le cd sur votre étagère, dans votre voiture, où vous voulez. Il n'y a pas de mots sur le CD (outre le poème), pas de code-barre, pas de logo, pas de petit chiens qui ont l'air triste, rien. C'est juste un CD blanc que nous vous fournissons, avec un livret de poèmes et de photographies du groupe."

## Track listing
Toutes les chansons sont écrites et composées par Tomas Kalnoky.
| 1.    | The Three of Us            | 5:18 |
| 2.    | Ungrateful                 | 4:31 |
| 3.    | The Littlest Things        | 4:50 |
| 4.    | The Hands That Thieve      | 5:40 |
| 5.    | With Any Sort of Certainty | 6:10 |
| 6.    | If Only for Memories       | 5:28 |
| 7.    | They Broke Him Down        | 5:20 |
| 8.    | Toe to Toe                 | 4:22 |
| 9.    | Oh Me, Oh My               | 3:45 |
| 10.   | Your Day Will Come         | 4:44 |
| 50:04 |                            |      |

## Personnel
- Mike Brown – saxophone alto, saxophone baryton, chœurs
- Jim Conti – saxophone alto, saxophone ténor, chœurs
- Tomas Kalnoky – chant, guitare
- Pete McCullough – contrebasse, guitare basse, chœurs
- Nadav Nirenberg – trombone, chœurs
- Matt Stewart – trompette, chœurs
- Chris Thatcher – batterie

## Records de vente
| Chart (2013)                    | Peak position |
| ------------------------------- | ------------- |
| US Billboard 200                | 95            |
| US Billboard Independent Albums | 21            |
| US Billboard Top Rock Albums    | 26            |

## Toh Kay version
En plus de l'album de Streetlight Manifesto, une version acoustique de l'album intitulée The Hand That Thieves été prévues pour être produite par Toh Kay et son trio acoustique. Tomas Kalnoky a déclaré, "Les albums peuvent avoir les mêmes titres de chansons, paroles et progression d'accords, mais les ressemblances s'arrêtent là. L'album a une décontraction, de fin de soirée, un ressenti de paresse - quelque chose dans lequel vous pouvez vous embarquer, quand vous n'êtes pas assez dans le mouvement pour la bombe d'énergie frénétique qu'est Streetlight Manifesto."  Cet album, comme celui de Streetlight Manifesto, fut repoussé à cause des décalages et des réécritures, et fut parut le 30 avril 2013. Le 15 avril, Tomas publia sa première chanson de l'album "With Any Sort Of Certainty" avec un clip animé par Scott Benson. Cependant, la vidéo a depuis été censurée par Victory Records. Le 21 avril 2013, selon le compte Twitter de Tomas Kalnoky, Victory records réussit à retirer la version de Toh Kay de l'album sur Amazon. Le 30 avril, Tomas Kalnoky annonça que la version de Toh Kay de l'album pourra pas sortir dans un futur proche à cause de problèmes avec Victory Records. Selon le site du groupe, Victory Records a donné le choix au groupe de retirer l'album de Toh Kay complètement ou de le sortir chez Victory Records. Le groupe et Tomas, qui avaient partagé une relation turbulente notoire avec la maison de disque, décidèrent d'annuler l'album,. Bien que l'album fut annulé, il fuita sur internet le jour exact de sa sortie. Les CD incluant l'album et le clip de Toh Kay de "With Any Sort Of Certainty"  apparaissent durant la tournée "The End of the Beginning". Les métadonnées du CD nomment les titres du CD "Fuck Victory" et un fichier "FuckVictory.txt" est inclus dans le disque, avec un message du "Punk Rock Pirate".

## Liste des titres
| 1.    | The Three of Us            | 4:55 |
| 2.    | Ungrateful                 | 6:04 |
| 3.    | The Littlest Things        | 4:52 |
| 4.    | The Hands That Thieve      | 4:54 |
| 5.    | With Any Sort of Certainty | 6:56 |
| 6.    | If Only for Memories       | 5:44 |
| 7.    | They Broke Him Down        | 5:20 |
| 8.    | Toe to Toe                 | 4:21 |
| 9.    | Oh Me, Oh My               | 4:10 |
| 10.   | Your Day Will Come         | 5:44 |
| 53:00 |                            |      |